# Jacques Canetti

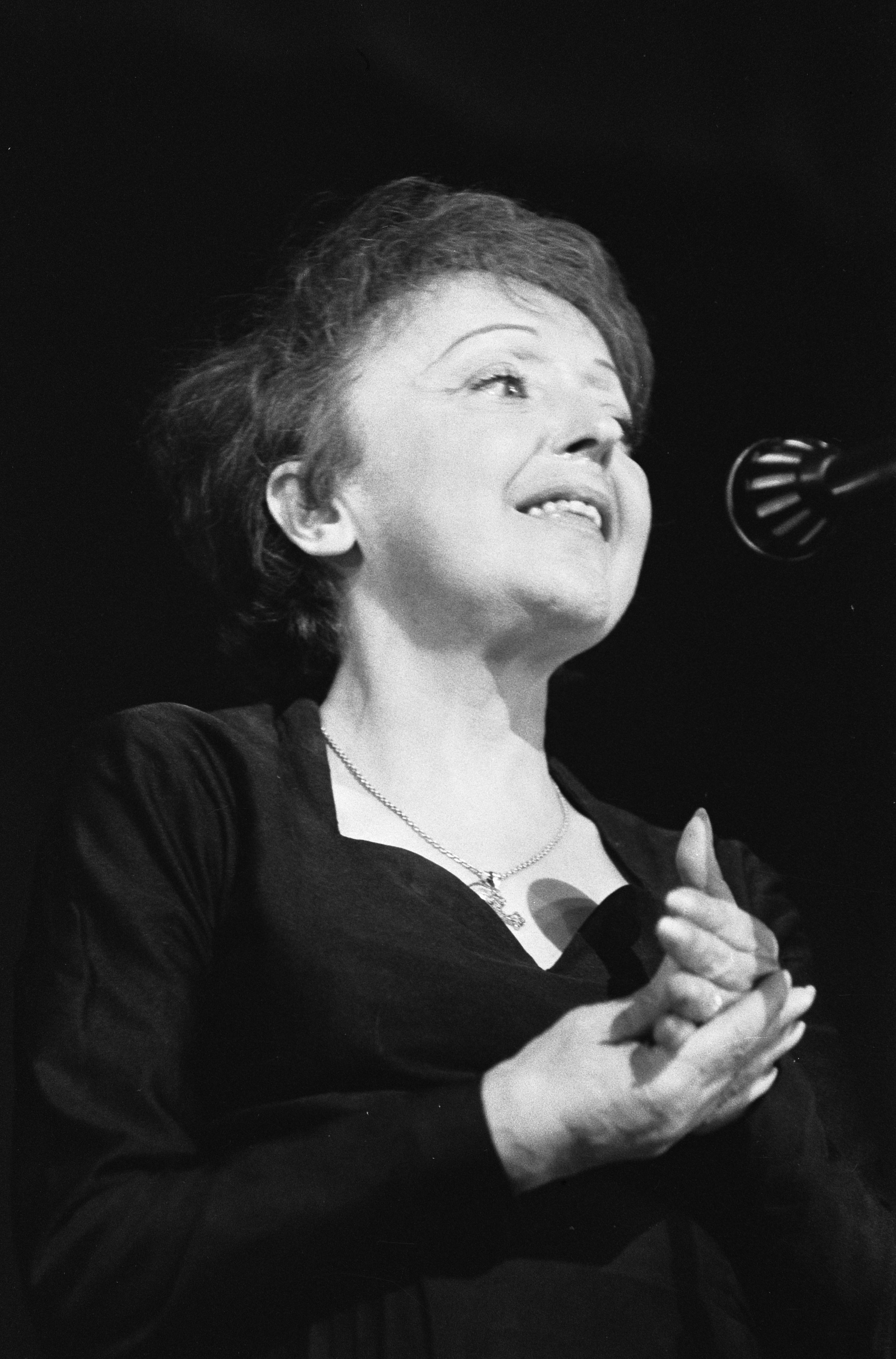
Édith Piaf.

Nissim Jacques, más conocido como Jacques Canetti (Ruse, Bulgaria; 30 de mayo de 1909-Suresnes, Francia; 7 de junio de 1997), fue un cazatalentos, director artístico y productor musical que desarrolló su carrera principalmente en las compañías discográficas Polydor y Philips. Era hermano del escritor en alemán Elias Canetti (Premio Nobel de Literatura en 1981) y de Georges Canetti, investigador y profesor del Instituto Pasteur.

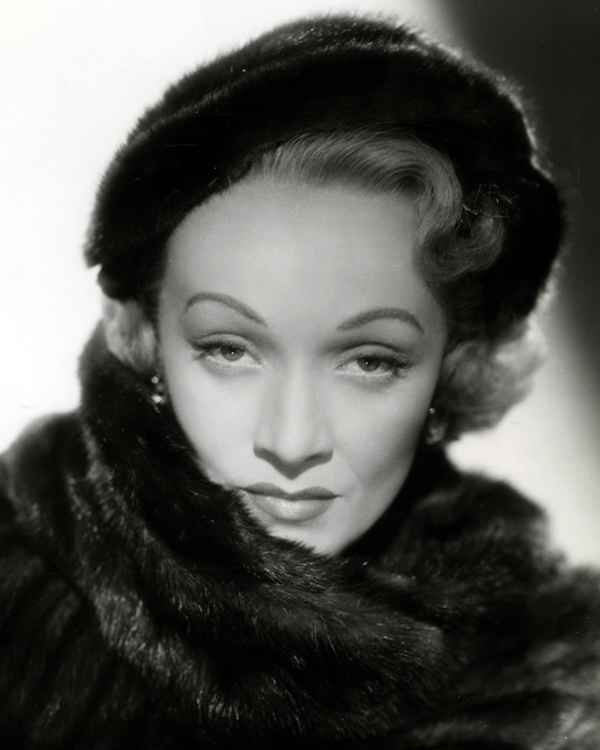
Marlene Dietrich.

## Biografía
Nació en una acomodada familia judía de origen sefardí (su apellido era realmente una variación del original español "Cañete"), siendo el ladino y el alemán sus lenguas familiares, aunque tras la llegada al poder de los nazis la vida familiar les llevó a varios países y destinos diferentes, terminando por afincarse él en Francia.
Jacques Canetti consagró su vida a la canción francesa y, principalmente, a los cantautores. Desde Polydor a Philips, pasando por Radio Cité (París) y el Théâtre des trois Baudets, hasta la compañía discográfica Productions Jacques Canetti, fue una personalidad central en la historia de la canción francesa de mediados del siglo XX: Édith Piaf, Charles Trenet, Les Frères Jacques, Juliette Gréco, Félix Leclerc, Charles Aznavour, Georges Brassens, Jacques Brel, Serge Gainsbourg, Guy Béart, Claude Nougaro, Serge Reggiani, Jeanne Moreau, Raymond Devos y Brigitte Fontaine (junto con otros menos conocidos, como Les Trois Ménestrels, Jacques Higelin o Antoine Candelas) fueron descubiertos o apoyados por él.
Fue un gran precursor de la llegada de músicos de jazz a Francia, así como el organizador de la primera banda negra de jazz de París.
En Francia es muy conocida la anécdota de su entrevista con Marlene Dietrich. Las casas de discos francesas habían pedido a la famosa actriz y cantante, en repetidas ocasiones, que grabara alguna canción en francés, pero ella siempre se había negado rotundamente. Entonces, decidieron jugar la última carta que les quedaba y encomendaron la delicada tarea de convencerla a Jacques Canetti. Marlene, por cortesía, aceptó conceder una entrevista a Jacques Canetti, famoso en medios profesionales por su diplomacia, carisma y habilidad para negociar. La entrevista se celebró en 1933 y Canetti consiguió que Marlene grabara dos canciones en francés, «Assez» y «Moi j'm'ennuie».
Jacques Canetti se graduó en HEC Paris.

## Discografía
- Jacques Canetti, 50 ans de chanson française, Productions Jacques Canetti.